# 마쓰도시
마쓰도시(일본어: 松戸市)는 일본 지바현 북서부에 있는 시이다.
에도 시대에 에도(현재의 도쿄)와 도쿠가와 이에야스의 분가가 있었던 미토시(현 이바라키현의 현청 소재지)를 연결하는 길인 미토 가도(水戶街道)가 정비됨에 따라 슈쿠바(역참)로 발전해 왔다. 도쿄 시내에서 30분 거리에 있으므로 1950년대 이후 도쿄 근교의 위성 도시로 인구가 급증했고, 현재 지바현 내에서는 3번째로 인구가 많은 도시이다.
시내 곳곳에 공업 단지가 있으며 식품, 기계, 금속과 같은 제조업이 번성한다. 또 지바현 내에서도 유수한 배 산지이기도 하고, 8월 중순부터 10월 초까지는 배를 딸 수 있는 관광 농원이 곳곳에 개설된다.

## 지리
지바현 북서부에 위치하고 서단에 에도강이 흐른다. 에도강과 인접한 서부는 해발고도 4m 정도의 저지이고 동부는 해발고도 20-30m 정도의 대지이다.

### 인접한 자치 단체
- 지바현
  - 이치카와시, 가시와시, 나가레야마시, 가마가야시
- 도쿄도
  - 가쓰시카구
- 사이타마현
  - 미사토시

## 경제

### 1차 산업
- 배 - 배의 품종인 21세기가 발견된 곳
- 파

### 2차 산업
- 모터 - 마부치 모터
- 빵 - 야마자키 빵
- 술

## 교통

### 도로
- 고속도로
  - 도쿄 외환 자동차도
- 일반 국도
  - 국도 제6호선
  - 국도 제298호선
  - 국도 제464호선

### 철도
- 동일본 여객철도
  - 조반선
    - 마쓰도역 - 기타마쓰도역 - 마바시역 - 신마쓰도역 - 기타코가네역

  - 무사시노선
    - 신마쓰도역 - 신야하시라역 - 히가시마쓰도역
- 게이세이 전철
  - 마쓰도선
    - 미쓰도역 - 가미혼고역 - 마쓰도신덴역 - 미노리다이역 - 야바시라역 - 도키와다이라역 - 고코역 - 모토야마역
- 호쿠소 철도
  - 호쿠소선
    - 야기리역 - 아키야마역 - 히가시마쓰도역 - 마쓰히다이역
- 도부 철도
  - 노다선
    - 무쓰미역
- 류테쓰
  - 나가레야마선
    - 마바시 - 고야역 - 고가네조시역

## 인구
| 연도 | 인구    | ±%      |
| ---- | ------- | ------- |
| 1950 | 59,670  | —       |
| 1960 | 86,372  | +44.7%  |
| 1970 | 253,591 | +193.6% |
| 1980 | 400,863 | +58.1%  |
| 1990 | 456,210 | +13.8%  |
| 2000 | 464,841 | +1.9%   |
| 2010 | 484,639 | +4.3%   |

## 관광
- 도조테이(戸定邸) - 미토시에 있었던 에도 막부 분가의 별저로 일본 중요 문화재로 지정되었다.
- 혼도지(本土寺) - 수국 명소이다.